# Aptilotus besucheti
Aptilotus besucheti är en tvåvingeart som beskrevs av Papp 1981. Aptilotus besucheti ingår i släktet Aptilotus och familjen hoppflugor. Inga underarter finns listade i Catalogue of Life.